# Капустино (Чеховский район)
Капустино — деревня в Чеховском районе Московской области, в составе муниципального образования сельское поселение Стремиловское (до 28 февраля 2005 года входила в состав Стремиловского сельского округа).

## Население
| 2002 | 2006 | 2010 |
| ---- | ---- | ---- |
| 5    | ↘1   | ↗12  |

## География
Капустино расположено примерно в 16 км на юго-запад от Чехова, на безымянном левом притоке реки Нара, высота центра деревни над уровнем моря — 166 м.
Георгиевская церковь в Капустино известна с XVI века, к 1889 году архитектором Милюковым был построен одноглавый кирпичный храм с трапезной, шатровой колокольней, Ильинским и Владимирским приделами. Закрыт в 1939 году, возвращен верующим в 1999 году.